# Shosei Koda
Shosei Koda (香田 証生 Kōda Shōsei?, 29 de Noviembre de 1979 - 29 de octubre de 2004) fue un hombre japonés secuestrado y luego decapitado en Irak el 29 de octubre de 2004 por el grupo de Abu Musab al Zarqaui, durante un viaje turístico en el país. Fue el primer ciudadano japonés en ser decapitado en Irak.

## Juventud y educación
Los padres de Koda, Setsuko Koda y Masumi Koda, eran miembros de la Iglesia Unida de Cristo. Debido a la afiliación de la familia, a Koda se le realizó un tatuaje de cruz en su brazo. La familia era de Nōgata, Fukuoka, una pequeña ciudad del sur de Japón, y su madre era enfermera. Koda abandonó la escuela secundaria en su tercer año antes de comenzar a trabajar como pintor de interiores hasta el año 2002.

## Secuestro y muerte
Koda salió de Amán el 20 de octubre de 2004, haciendo caso omiso de recomendaciones de no viajar a Irak, y entró al país, curioso por saber lo que sucedía ahí.
Los captores de Koda declararon que "lo tratarían como a sus predecesores Nicholas Berg y Kenneth Bigley" si Japón no retiraba sus fuerzas de Irak dentro de 48 horas. Bigley había sido asesinado apenas unas semanas antes por la organización previo a ser conocida como Al Qaeda en Irak. El Gobierno de Japón, encabezado por el primer ministro Jun'ichirō Koizumi, se negó a acceder a estas demandas, afirmando que no cederían ante terroristas.
En el video del asesinato de Koda, Koda se ve sentado sobre la bandera estadounidense, con sus manos atadas detrás de su espalda, con los ojos vendados, y con sus captores de pie detrás de él. Un captor lee un discurso durante dos minutos y diez segundos. Luego, los captores lo sujetan contra el suelo mientras comienzan a decapitarlo. Durante la decapitación, suena "Erhaby Ana", un nasheed. El video termina con tomas de la cabeza cortada de Koda sobre su cuerpo, seguido de tomas de la pancarta de Al Qaeda en Irak. Su cuerpo fue encontrado en Bagdad el 30 de octubre envuelto en una bandera estadounidense.

## Secuelas
El cuerpo de Koda fue devuelto a Japón, donde se le dio un funeral cristiano. Los eventos tuvieron reacciones mixtas en Japón; mientras que muchos ciudadanos japoneses estaban enojados y consternados por el asesinato, algunos culparon a la víctima y otros criticaron a la administración de Koizumi.
El nombre de pila de Koda, Shōsei, significa literalmente "prueba de vida" en japonés. Mark Simkin, del programa televisivo australiano de noticias Lateline, dijo que esto era una "horrible ironía" para las personas que habían orado por la supervivencia de Koda durante cuatro días.